# Severočeský krajský přebor 1969/1970
V soubojích fotbalového Severočeského krajského přeboru 1969/70, jedné ze skupin 5. nejvyšší československé fotbalové soutěže, se utkalo 16 týmů dvoukolovým systémem podzim - jaro. Tento ročník skončil v červnu 1970.

## Výsledná tabulka
Zdroj:
Zdroj:
| Poř. | Tým                           | Z  | V  | R  | P  | VG | OG | B  |
| ---- | ----------------------------- | -- | -- | -- | -- | -- | -- | -- |
| 1.   | TJ Lokomotiva Bílina          | 29 | 18 | 4  | 4  | 66 | 32 | 43 |
| 2.   | TJ STZ Střekov                | 30 | 16 | 7  | 7  | 40 | 26 | 39 |
| 3.   | TJ Spartak Ústí nad Labem „B“ | 30 | 17 | 8  | 8  | 59 | 50 | 39 |
| 4.   | TJ Dynamo Doksy               | 30 | 16 | 5  | 9  | 65 | 50 | 37 |
| 5.   | TJ VJŠ Jirkov                 | 30 | 13 | 9  | 8  | 50 | 35 | 35 |
| 6.   | TJ Kovostroj Děčín            | 30 | 13 | 7  | 10 | 52 | 41 | 33 |
| 7.   | TJ Slovan Duchcov             | 30 | 9  | 12 | 9  | 42 | 38 | 30 |
| 8.   | TJ LIAZ Jablonec „B“          | 30 | 10 | 9  | 11 | 58 | 46 | 29 |
| 9.   | TJ Krupka                     | 30 | 10 | 8  | 12 | 43 | 49 | 28 |
| 10.  | TJ Rumburk                    | 30 | 7  | 12 | 11 | 32 | 33 | 26 |
| 11.  | TJ Lokomotiva Louny           | 29 | 8  | 10 | 11 | 45 | 63 | 26 |
| 12.  | TJ Slovan Liberec „B“         | 30 | 7  | 11 | 12 | 40 | 49 | 25 |
| 13.  | TJ Meziboří                   | 30 | 7  | 10 | 13 | 40 | 54 | 24 |
| 14.  | TJ Mšeno                      | 30 | 8  | 7  | 15 | 32 | 60 | 23 |
| 15.  | TJ Osek                       | 30 | 9  | 4  | 17 | 28 | 59 | 22 |
| 16.  | Dukla Litoměřice              | 30 | 6  | 7  | 17 | 34 | 62 | 19 |

Poznámky:
- Z = Odehrané zápasy; V = Vítězství; R = Remízy; P = Prohry; VG = Vstřelené góly; OG = Obdržené góly; B = Body

|  | Postup do Divize B 1970/71             |
|  | Sestup do příslušné I. A třídy 1970/71 |